# 23 ноември
23 ноември е 327-ият ден в годината според григорианския календар (328-и през високосна). Остават 38 дни до края на годината.

## Събития
- 176 г. – Римският император Марк Аврелий отпразнува триумфа си на победител след 8-годишно отсъствие от столицата, през което време ръководи военни операции.
- 1492 г. – Испанският крал Фернандо I обявява, че имотите на испанските евреи стават собственост на короната.
- 1700 г. – Започва понтификата на папа Климент XI.
- 1852 г. – В Англия са въведени първите пощенски кутии.
- 1906 г. – Лидерът на американските мормони Джоузеф Смит е глобен за полигамия.

- 1940 г. – Втората световна война: Румъния подписва договор за присъединяване към Тристранния пакт.
- 1942 г. – Втората световна война: По време на битката при Сталинград съветската армия обкръжава групата армии на Хитлеристка Германия, командвани от фелдмаршал Фридрих Паулус.
- 1963 г. – В ефир излиза първи епизод на британския фантастичен сериал Доктор Кой
- 1971 г. – Китайската народна република става постоянен член на Съвета за сигурност на ООН.
- 1980 г. – Серия от земетресения в Южна Италия отнемат живота на около 4800 души.
- 1981 г. – В Китай е разрешен частния бизнес.
- 1990 г. – Първата експедиция до Южния полюс, съставена изцяло от жени (3 американки, 1 японка и 12 рускини), започва в Антарктида първия етап от 70-дневния, 1287 километров преход.
- 1991 г. – Ден преди да умре фронтменът на Queen Фреди Меркюри публично обявява, че е болен от СПИН.
- 1993 г. – Молдова въвежда като национална валута – леята.
- 1996 г. – Република Ангола официално се присъединява към Световната търговска организация.
- 1996 г. – Полет 961 на „Етиопиън Еърлайнс“ е отвлечен на път за Найроби от трима етиопци. След принудително приводняване, самолетът се разбива и загиват 125 души (включително 3 похитители).
- 1997 г. – Обявен е банкрута на японската финансова компания Ямаичи, дотогава сред 10-те най-мощни в света.
- 2000 г. – Открит е естественият спътник на Юпитер Йокаста.
- 2003 г. – В резултат на масови протести и гражданско неподчинение, известни като Революция на розите, президентът на Грузия Едуард Шеварднадзе подава оставка.
- 2004 г. – Състои се световната премиера на компютърната игра World of Warcraft.
- 2021 г. – Пътен инцидент на АМ „Струма“. Северно македонски пътнически автобус се врязва в мантинела и се запалва на АМ „Струма“ край пернишкото село Боснек. Загиват 45 човека, включително 12 деца. 7 се спасяват.

## Родени
- 912 г. – Отон I, император на Свещената Римска империя († 973 г.)
- 1632 г. – Жан Мабийон, френски духовник и изследовател († 1707 г.)
- 1760 г. – Франсоа Бабьоф, френски революционер († 1797 г.)
- 1804 г. – Франклин Пиърс, 14-и президент на САЩ († 1869 г.)
- 1837 г. – Йоханес ван дер Ваалс, холандски физик, Нобелов лауреат през 1910 г. († 1923 г.)
- 1851 г. – Йонас Басанавичус, литовски общественик († 1927 г.)
- 1852 г. – Джеймс Кваст, холандско-немски пианист († 1927 г.)
- 1859 г. – Били Хлапето, известен американски бандит († 1881 г.)
- 1860 г. – Карл Ялмар Брантинг, министър-председател на Швеция, Нобелов лауреат през 1921, († 1925 г.)
- 1877 г. – Никола Карев, български революционер († 1905 г.)
- 1886 г. – Александър Алберт Маунтбатън, маркиз на Карисбрук († 1960 г.)
- 1887 г. – Борис Карлоф (Уилям Прат), британски и американски актьор († 1969 г.)
- 1888 г. – Харпо Маркс, американски комик († 1964 г.)
- 1898 г. – Родион Малиновски, съветски маршал († 1967 г.)
- 1901 г. – Марилуизе Флайсер, немска писателка († 1974 г.)
- 1906 г. – Крум Христов, български дипломат († 1988 г.)
- 1908 г. – Николай Носов, съветски белетрист, драматург и сценарист († 1976 г.)
- 1916 г. – Майкъл Гоф, английски актьор († 2011 г.)
- 1920 г. – Паул Целан, немскоезичен еврейски поет († 1970 г.)
- 1926 г. – Сатия Сай Баба, индийски гуру († 2011 г.)
- 1927 г. – Анджело Содано, декан на кардиналската колегия
- 1933 г. – Кшищоф Пендерецки, полски композитор († 2020 г.)
- 1935 г. – Владислав Волков, руски космонавт († 1971 г.)
- 1939 г. – Бети Евърет, американска певица († 2001 г.)
- 1941 г. – Франко Неро, италиански актьор
- 1950 г. – Светла Оцетова, българска спортистка
- 1954 г. – Рос Браун, британски инженер от Формула 1
- 1955 г. – Стивън Бруст, американски писател
- 1961 г. – Петър Батаклиев, български актьор
- 1964 г. – Ерика Буенфил, мексиканска актриса и певица
- 1965 г. – Марсел Байер, немски писател
- 1966 г. – Венсан Касел, френски актьор
- 1982 г. – Асафа Пауъл, ямайски спринтьор
- 1984 г. – Лукас Грейбиъл, американски актьор, певец и музикант
- 1986 г. – Иван Бандаловски, български футболист
- 1992 г. – Майли Сайръс, американска певица и актриса

## Починали
- 1263 г. – Александър Невски, руски княз (* 1220 г.)
- 1457 г. – Владислав Постум, Крал на Унгария (* 1440 г.)
- 1682 г. – Клод Лорен, френски художник (* 1600 г.)
- 1848 г. – Джон Бароу, английски географ (* 1764 г.)
- 1866 г. – Кейв Джонсън, американски политик (* 1793 г.)
- 1890 г. – Вилхелм III Нидерландски, крал на Нидерландия (* 1817 г.)
- 1893 г. – Стоян Чомаков, български общественик (* 1819 г.)
- 1918 г. – Харалд Киде, датски писател (* 1878 г.)
- 1932 г. – Янко Драганов, български офицер (* 1859 г.)
- 1937 г. – Жорж Албер Буланже, британски зоолог (* 1858 г.)
- 1957 г. – Вилхелм Райх, американски психиатър (* 1897 г.)
- 1962 г. – Стилиян Чилингиров, български писател (* 1881 г.)
- 1974 г. – Корнелиъс Райън, ирландски журналист (* 1920 г.)
- 1976 г. – Андре Малро, френски писател (* 1901 г.)
- 1983 г. – Микола Бажан, украински поет (* 1904 г.)
- 1987 г. – Соломана Канте, африкански писател (* 1922 г.)
- 1990 г. – Роалд Дал, британски писател (* 1990 г.)
- 1991 г. – Клаус Кински, германски актьор (* 1926 г.)
- 1992 г. – Жан-Франсоа Тириар, белгийски политик (* 1922 г.)
- 1995 г. – Димитър Буйнозов, български актьор (* 1935 г.)
- 1999 г. – Сидер Флорин, български преводач (* 1912 г.)
- 2006 г. – Александър Литвиненко, руски дисидент (* 1962 г.)
- 2006 г. – Анита О'Дей, американска певица (* 1962 г.)
- 2006 г. – Филип Ноаре, френски актьор (* 1930 г.)
- 2007 г. – Владимир Крючков, руски офицер (* 1924 г.)
- 2012 г. – Лари Хагман, американски актьор (* 1931 г.)
- 2015 г. – Гриша Трифонов, български поет (* 1955 г.)
- 2020 г. – Никола Спасов, български футболист и треньор (* 1958 г.)

## Празници
- Руска православна църква – Ден на Александър Невски
- Католическа църква – Ден на Свети папа Климент I
- Грузия – Ден на Свети Георги (Георгоба)
- Япония – Ден на благодарност към труда (Kinro kansha no hi)
- Украйна – Ден на памет за жертвите на глада (1932 – 1933 г.)